# Team LDLC
Das Team LDLC ist das E-Sport-Werksteam des zur Groupe LDLC gehörenden Elektrotechnik-Versandhandels LDLC.com. Für das Team spielen aktuell E-Sportler in den Disziplinen Counter Strike: Global Offensive, StarCraft II und FIFA.

## Counter Strike: Global Offensive

### Geschichte und Erfolge
Team LDLC hatte schon in Counter-Strike: 1.6 und Counter-Strike: Source talentierte Spieler wie Richard „shox“ Papillon oder Edouard „SmithZz“ Dubourdeaux unter Vertrag. Den Anschluss an die Weltspitze erreichten die Franzosen aber erst in Counter-Strike: Global Offensive. Am 13. Januar 2013 übernahm Team LDLC die fünf Spieler Vincent „Happy“ Schopenhauer, Mathieu „Maniac“ Quiquerez, Dan „apEX“ Madesclaire, Mathieu „MaT“ Leber und Fabien „atLaNtis“ Deguiraud welche zuvor für den Clan eXtensive! spielten. Nachdem im März Mathieu „MaT“ Leber durch Gordon „Sf“ Giry und im Mai Fabien „atLaNtis“ Deguiraud durch Kenny „kennyS“ Schrub ersetzt wurde, feierte dieses Roster erste kleine Erfolge. In der Fnatic FragOut CS:GO League Season 2 konnte das Team den Überflieger des Jahres 2013, die Ninjas in Pyjamas, hinter sich lassen. Nachdem sich die Organisation im August 2013 von den Spielern trennte, blieb Team LDLC Counter-Strike ein halbes Jahr fern.

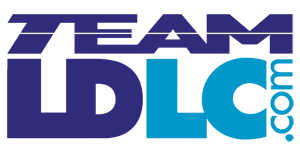
Logo im Winter 2014

Am 2. Februar übernahmen die Franzosen das Roster der Viertelfinalisten des DreamHack Winter 2013 Recursive eSports. Das Lineup bestehend aus Vincent „Happy“ Schopenhauer, Kévin „Uzzziii“ Vernel, Mathieu „Maniac“ Quiquerez, Dan „apEX“ Madesclaire und Hovik „KQLY“ Tovmassian hielt bis September 2014. In dieser Zeit erreichte dieses Team das Viertelfinale der EMS One Katowice 2014 und das Halbfinale der ESL One Cologne 2014. In Folge von Umstrukturierungen in der französischen Szene verbunden mit Spielerwechseln mit den anderen beiden französischen Topteams Titan eSports und Epsilon eSports blieb LDLC nur Vincent „Happy“ Cervoni erhalten. Neu ins Roster kamen Nathan „NBK“ Schmitt, Richard „shox“ Papillon, Edouard „SmithZz“ Dubourdeaux und Fabien „kioShiMa“ Fiey. Das Team fand sich schnell und erreichte Weltspitzenniveau. Beweis dafür war der Gewinn des Hauptturniers DreamHack Winter 2014, bei welchem das Team 100.000 USD Preisgeld gewann.
Das Jahr 2015 startete für Team LDLC optimal. Auf dem 2015 MLG X Games Invitational in Aspen konnte das Team die Goldmedaille gewinnen. Am 1. Februar trennten die Spieler sich von der Organisation. Einige Wochen später verpflichtete Team LDLC mit den Spielern der Clans Awsomniac und Platinium gleich zwei Roster. Diese Teams konnten sich jedoch nur Regional etablieren. So belegten die beiden Lineups auf der Paris Games Week des Electronic Sports World Cups 2015 im nationalen Umfeld die ersten zwei Plätze. Beide Teams wurden im April 2016 freigestellt.
Bereits am 19. April 2016 wurde ein neues Lineup rund um Kévin „Ex6TenZ“ Droolans vorgestellt. Team LDLC nimmt seit der fünften Saison an der ESL Pro League teil. Im November 2017 gewann LDLC die ESports World Convention durch einen Finalsieg gegen das deutsche Team BIG.
Anfang des Jahres wurde der ehemalige Counter-Strike: Source Spieler Steeve „Ozstrik3r“ Flavigni zum Coach ernannt, wobei dieser in die Fußstapfen von Julien „Krav“ Hernandez trat
Eine Woche später wurde der belgische Leader Kevin „Ex6TenZ“ Droolans aus dem aktives Kader genommen, da der vorgestellte Erfolg ausblieb. 2 Tage später wurde bekannt, dass der 19-jährige Logan „LOGAN“ Corti dem Team beitritt. Im Mai machte der Schweizer Mathieu „Maniac“ Quiquerez seinen Rücktritt aus der Counter-Strike Szene bekannt und verließ LDLC, was ihm eine Woche später der Franzose Timothée „DEVIL“ Démolon gleichtat. An deren Stelle traten François „AmaNEk“ Delaunay und David „devoduvek“ Dobrosavljevic. Zum Jahreswechsel erklärte das Team, das Alex „ALEX“ McMeekin LDLC verließe. Kurz nach Beginn des Jahres 2019 gab François „AmaNEk“ Delaunay ebenfalls seinen Austritt aus dem Kader bekannt. Das restliche Team löste sich schließlich im April auf.
2 Tage nach Auflösung des Teams wurde ein neues Roster um den türkisch-französischen Spieler Engin „MAJ3R“ Küpeli angekündigt. Das neue Team LDLC nahm außerdem noch Vincent „Happy“ Schopenhauer, Christophe „SIXER“ Xia, Alexandre „xms“ Forte und Rodolphe „roden“ Bianco unter Vertrag. Letztere wurden aufgrund von mangelhaften Resultaten am 1. August aus dem Kader genommen.
Im Januar 2020 wurde das Team erneut einer Veränderung unterzogen. Neben dem Scharfschützen Christophe „SIXER“ Xia war erneut Logan „LOGAN“ Corti dem Team beigetreten. Das Roster wurde durch Ali „hAdji“ Haïnouss, Lambert „Lambert“ Prigent und Kilian „Gringo“ Garcia komplettiert. Im Juni wurden erneut 2 Spieler aus dem aktiven Team genommen. Dies betraf im Folgenden Logan „LOGAN“ Corti und Kilian „Gringo“ Garcia. In ihre Fußstapfen traten Alexandre „bodyy“ Pianaro und Aurélien „afroo“ Drapier.

## Teams

### Counter-Strike: Global Offensive
| Nationalität | Nickname | Name              | Rolle          |
| ------------ | -------- | ----------------- | -------------- |
| Frankreich   | SIXER    | Christophe Xia    | Sniper         |
| Frankreich   | hAdji    | Ali Haïnouss      | Rifle          |
| Frankreich   | Lambert  | Lambert Prigent   | In-game Leader |
| Frankreich   | bodyy    | Alexandre Pianaro | Entry          |
| Frankreich   | afroo    | Aurélien Drapier  | Rifle          |

### League of Legends
| Nationality  | Nickname | Name                | Position |
| ------------ | -------- | ------------------- | -------- |
| Niederlande  | Dan Dan  | Danny Le Comte      | Top      |
| Frankreich   | Skeanz   | Duncan Marquet      | Jungler  |
| Frankreich   | Eika     | Jérémy Valdenaire   | Mid      |
| Griechenland | Comp     | Markos Stamkopoulos | AD Carry |
| Belgien      | Moopz    | Amaury Minguerche   | Support  |

### FIFA
| Nationality | Nickname | Name                |
| ----------- | -------- | ------------------- |
| Frankreich  | Wiss     | Wissam Abou Ahmed   |
| Frankreich  | Tei      | Rémi Levraud        |
| Frankreich  | Alexher  | Alexandre Hernandez |

## Organisation
| Nationality | Nickname   | Name             | Position                                  |
| ----------- | ---------- | ---------------- | ----------------------------------------- |
| Frankreich  | RegnaM     | Loïc Péron       | Counter-Strike : Global Offensive Manager |
| Frankreich  | Ozstrik3r  | Steeve Flavigni  | Counter-Strike : Global Offensive Trainer |
| Frankreich  | Lounet     | Léo Maurice      | League of Legends Manager                 |
| Frankreich  | Yellowstar | Bora Kim         | League of Legends Head Coach              |
| Frankreich  | Kirdos     | Sofiane Arabtani | League of Legends Coach                   |
| Frankreich  | P0uPid0u   | William Gellato  | FIFA Manager                              |